# Okroglice
Okroglice so razloženo naselje v Vzhodnem Posavskem hribovju v Občini Sevnica. Vas leži na južnem pobočju hrbta, ki se od Lovrenca (722 m) prek Njivic (822 m) vleče do Vršice (771 m). Na vzhodu se vzpenja Lisca (948 m), na jugu Razborski hrib (479 m) in na severozahodu Veliko Kozje (993m).
Okroglice sestavljajo zaselki Zatreb, Lovrenc, Zavrate in Mlake s po eno domačijo ter Lariše, Podvine, Znojile in Kurja vas. V spodnjem delu vasi uspeva vinska trta.
Na hribu Gradec, v neposredni okolici so našli več predmetov iz starejše železne dobe in pozne rimske dobe. Lokalna banjasto-obokana enoladijska cerkev je posvečena sv. Lovrencu in pripada župniji Razbor. Izvira iz preloma 17. in začetka 18. stol. Cerkev ima tristrano sklenjenen prezbiterij. Oblikovana je v slogu retardirane gotike. Na glavnem portalu je letnica 1709. Trije oltarji, glavni je iz leta 1681.  
Severozahodno pod cerkvijo stoji kapelica. Ob meji s Lokavcem na severovzhodu naselja stoji še Zagodetova kapelica. Pri cerkvi se nahaja rastišče clusijevega svišča.
V Okroglicah stoji spomenik s spominsko ploščo šestim padlim na Okroglicah. Spomenik je delo kiparja Sevničana Rudija Stoparja. Odkrili so ga leta 1978, tako kot ploščo na nekdanji Prašnikarjevi hiši, v kateri je bila Kurirska postaja TV S-5 na Okroglicah. Nahaja se na naslovu Okroglice 28, neposredno pod Goro.